# Třída Baniyas
Třída Baniyas je třída raketových člunů Námořnictva Spojených arabských emirátů. Třídu tvoří šest jednotek postavených německou loděnicí Lürssen jako typ TNC 45 (číslo označuje délku trupu). Všechny jednotky jsou stále v aktivní službě.

## Pozadí vzniku
V loděnicích Lürssen bylo postaveno šest jednotek této třídy, pojmenovaných Banyas (P 4501), Marban (P 4502), Rodqum (P 4503), Shaheer (P 4504), Saqar (P 4505) a Tarif (P 4506). Do služby byly zařazeny v letech 1980–1981. V letech 1996-2000 byly všechny jednotky modernizoávány – například dostaly nový navigační radar Scout a zaměřovací systémy.

## Konstrukce
Plavidla po dokončení nesla vyhledávací radar Sea Giraffe 50, navigační radar TM 1226 a systém řízení palby BEAB 9LV200. Hlavňovou výzbroj tvoří jeden dvouúčelový 76mm kanón OTO Melara v dělové věži na přídi. Údernou výzbroj tvoří čtyři protilodní střely MM.40 Exocet. Obranu proti vzdušným cílům tvoří 40mm dvojkanón na zádi. Výzbroj doplňují dva 7,62mm kulomety. Pohonný systém tvoří čtyři diesely. Lodní šrouby jsou čtyři. Nejvyšší rychlost přesahuje 41,5 uzlu.